# Bisulfite de potassium
Le bisulfite de potassium ou hydrogénosulfite de potassium est un composé chimique de formule HKSO3. C'est un additif alimentaire (E228) utilisé en œnologie et un sel monopotassique de l'acide sulfureux H2SO3.

## Synthèse
Il est possible de préparer en laboratoire le bisulfite de potassium par réaction entre de l'acide sulfureux et du potassium métallique.
{\displaystyle \mathrm {2K+2H_{2}SO_{3}\longrightarrow H_{2}+2HKSO_{3}} }

## Toxicologie
Le bisulfite de potassium, en cas d'ingestion peut provoquer des irritations gastriques ainsi que des réactions allergiques.